# UK Space Agency
Die UK Space Agency (UKSA) ist eine Behörde der britischen Regierung, die für das nationale Weltraumprogramm verantwortlich ist. Sie wurde am 1. April 2010 gegründet und ersetzt das British National Space Centre. Sie übernimmt dessen Verantwortung für die Strategie im Weltraum und vertritt das Vereinigte Königreich in allen Bereichen für Weltraumfragen. Ebenfalls soll sie alle britischen, zivilen Weltraumaktivitäten unter der Aufsicht einer einzigen Behörde stellen. Zunächst arbeitet sie im vorhandenen BNSC-Hauptquartier in Swindon, Wiltshire.

## Gründung und Ziele
Die Gründung der Raumfahrtbehörde des Vereinigten Königreichs wurde von Lord Mandelson, Lord Drayson und dem Astronauten Timothy Peake am 23. März 2010 bekanntgegeben. Am 1. April 2010 nahm die Behörde ihre Arbeit auf.
Ungefähr 230 Millionen Pfund zur Gründung und für das Management erhielt die UK Space Agency von anderen Organisationen.
Vor der Gründung der UK Space Agency besaß die Satelliten- und Weltraumindustrie einen Wert von 6 Milliarden Pfund und hatte 68.000 Arbeitsplätze. Das Ziel der Behörde ist es, dass diese Industrie im Jahr 2030 einen Wert von 40 Milliarden Pfund besitzt, 100.000 Arbeitsplätze liefert und mindestens 10 % der Weltraumprodukte auf der Erde produziert (aktuell 6 %). Diese Pläne stammen von der Space Innovation and Growth Strategy (Space-IGS).

### International Space Innovation Centre
Ein Teil der UK Space Agency wird das 40 Millionen Pfund teure "International Space Innovation Centre" (ISIC), das in Harwell, Oxford, in der Nähe eines Forschungsinstituts der European Space Agency gebaut werden soll. Einige der Aufgaben ist es, den Klimawandel zu beobachten und die Sicherheit von Weltraumsystemen zu überprüfen. 24 Millionen der Baukosten übernimmt die Regierung, und den Rest übernimmt die Weltraumindustrie (16 Millionen Pfund). In einem Zeitraum von 5 Jahren werden dabei 700 Arbeitsplätze geschaffen werden.

### Aufgaben
Die UK Space Agency übernimmt folgende Aufgaben anderer Behörden:
- Die vollständige Verantwortung und das gesamte Personal des British National Space Centre wird übernommen.
- Den Beitrag für die European Space Agency für Natural Environment Research Council, Science and Technology Facilities Council and Technology Strategy Board, inklusive Projektzuschüsse und Startvorbereitungen.
- Die britischen Teil des Global Monitoring for Environment and Security und von Galileo
- Die finanziellen Teil des European Union Satellite Centre
- Finanzierung von Weltraumtechnologien und Besetzungen des Research Councils UK and Technology Strategy Board

## Beteiligung an internationalen Projekten
- ASTRO-F (JAXA)
- InSight (NASA)
- James-Webb-Telescope (NASA)
- Euclid (ESA)
- ExoMars (ESA)